# 魯紹連
魯紹連（1623年—？），字小秦，一字可泰，江西貴溪縣人，籍山西。清初武進士，詩人。

## 生平
順治十五年（1658年）戊戌科三甲武進士。工詩，有《魯小秦詩集》。《晚晴簃詩彙》收錄其詩二首。
- 芗城

孤城如斗酌溪滨，极望茫茫一黯神。
废垒烟空栖白骨，寒芜日落吊青磷。
何来越子三千甲，只负田横五百人。
岂有桃源堪避世，几村烟水尚迷春。
崖断溪连转碧萝，岩阿亦近列仙窝。
不闻归鹤来华表，但有哀鸿泣罻罗。
山色故从愁处绿，野花偏傍战场多。
乱流满目嗟何及，空使英雄惜鬓皤。